# John MacLean
John Harold MacLean, född 20 november 1964, är en kanadensisk före detta professionell ishockeyspelare som tillbringade 16 säsonger i den nordamerikanska ishockeyligan National Hockey League (NHL), där han spelade för ishockeyorganisationerna New Jersey Devils, San Jose Sharks, New York Rangers och Dallas Stars. Han producerade 842 poäng (413 mål och 429 assists) samt drog på sig 1 328 utvisningsminuter på 1 194 grundspelsmatcher. Han spelade också på lägre nivåer för Utah Grizzlies i AHL, Manitoba Moose i IHL och Oshawa Generals i OHL.
MacLean draftades i första rundan i 1983 års draft av New Jersey Devils som sjätte spelaren totalt.
Han är Stanley Cup-mästare, som vann med New Jersey Devils (1994–1995).
Direkt efter avslutad spelarkarriär blev han assisterande tränare åt Devils, en position han höll fram till 2009 när han blev huvudtränare för deras primära samarbetspartner Lowell Devils i AHL. Den 17 juni 2010 blev MacLean utnämnd som ny huvudtränare för New Jersey Devils, en position han höll fram till 23 december 2010, när han fick sparken efter en katastrofal inledning av säsongen. Den 1 december 2011 utsågs han till assisterande tränare för Carolina Hurricanes. Den 5 maj 2014 meddelade Hurricanes att man hade sparkat sin huvudtränare i Kirk Muller och hans assisterande tränare, däribland MacLean.
Han är far till Kyle MacLean.